# Ramk'amheng
Pho Khun Ramkhamheng (Thai: พ่อขุนรามคำแหงมหาราช) född omkring 1237-1247, död 1298, var den tredje kungen i Phra Ruangdynastin.  Han regerade Sukhothairiket, en föregångare till Thailand, 1279-1298, under dess storhetstid. Under hans tid skapades det thailändska alfabetet och etableringen av Theravada-buddhism som statsreligion i riket.